# Freja Olofsson
Freja Olofsson   (Suècia, 24 de maig de 1998) és una futbolista sueca que juga com a migcampista al Reial Madrid de la Lliga espanyola.
Olofsson va començar la seva carrera professional al KIF Örebro. El 7 de setembre de 2022, el Racing Louisveille FC va anunciar el fitxatge d'Olofsson pel Reial Madrid quatre mesos després del seu contracte de tres anys amb el Racing.